# 푸둥 신구

와이탄에서 바라본 푸둥.

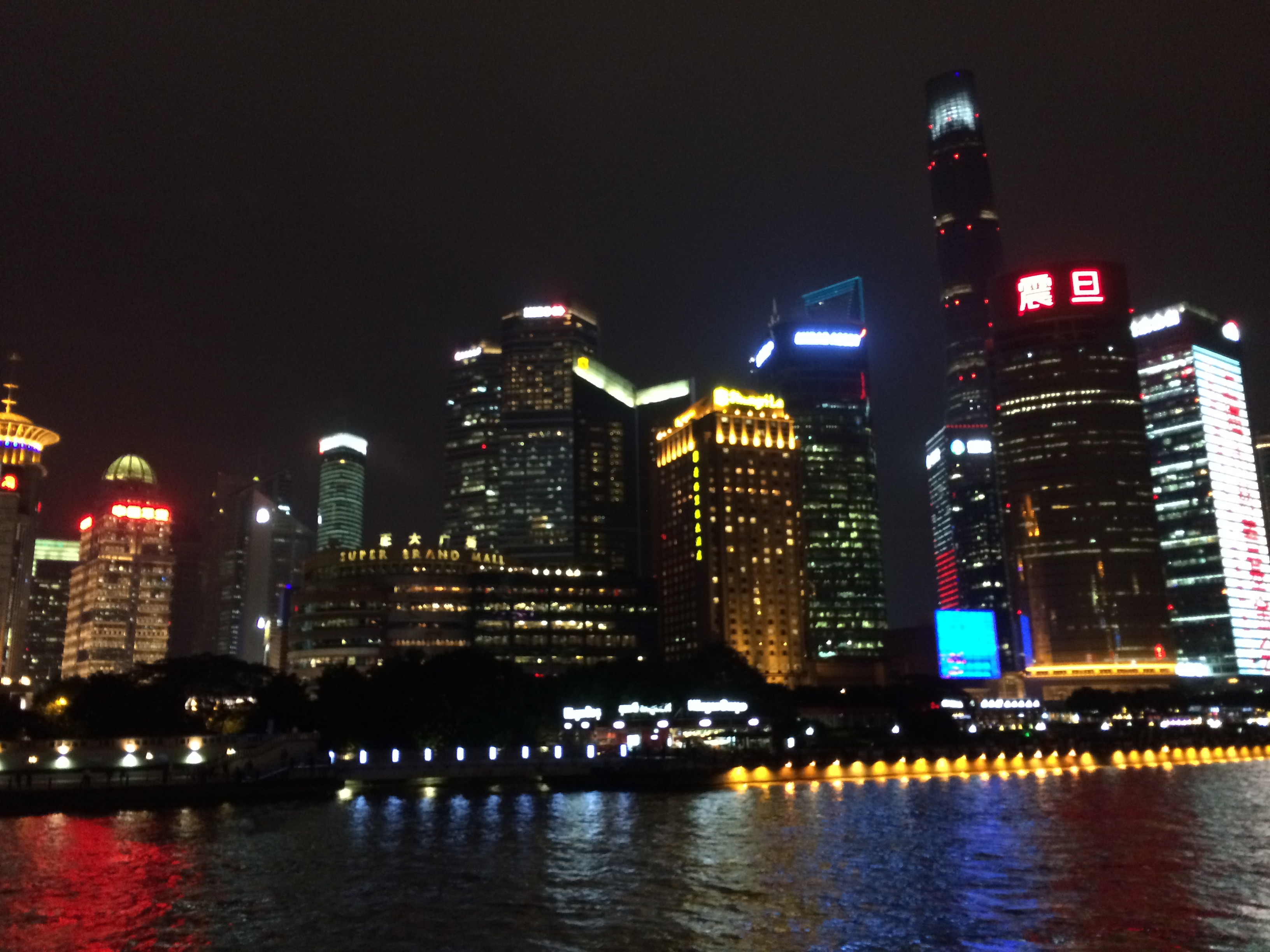
유람선에서 바라본 푸동 스카이라인.

푸둥(포동, 중국어 간체자: 浦东, 정체자: 浦東, 병음: Pǔdōng)은 중국 상하이 동부의 지역 이름이다. 행정 상의 공식명칭은 푸둥신구(浦東新區)며 면적은 약 1,210.41km2이다. 인구는 대략 269만 명이다. 근래에 린하이 근처 지역에 푸둥 국제공항이 완공된 바 있다.
1990년에 계획이 발표되어, 푸둥의 개발이 시작되었다. 이후, 푸둥은 중국의 금융 및 상업 허브로 대두하였다. 푸둥에는 루자쭈이 금융무역구가 있다.
푸둥에서는, 중국의 급속한 경제 성장을 상징하는, 동방명주탑, 진마오 타워 등이 이루는 스카이라인을 볼 수 있다.
2009년 5월 6일에 푸둥 신구는 난후이 구를 합병하여 상하이 시 동쪽의 대부분을 차지하게 되었다.

## 지리

푸둥의 위치

푸둥(중국어: 浦東 포동[*])을 글자 그대로 해석하면 황푸(중국어: 黃浦 황포[*])의 동편, 강의 오른쪽 둑이라는 뜻이다. 푸둥은 서쪽으로 황푸강을, 동쪽으로는 동중국해를 경계로 삼고 있다. 북쪽으로는 황푸강이 끝나 장강(창강) 우송구(吴淞口)로 유입되어 끝내 창강 하구(중국어: 长江口 장강구[*])에 이른다. 이곳에서 65 km 정도의 비교적 긴 해안선에 면한다.
평균해발고도는 3.87m이고 연평균 기온은 15.7℃이고 연평균 강수량은 1,100mm이다.

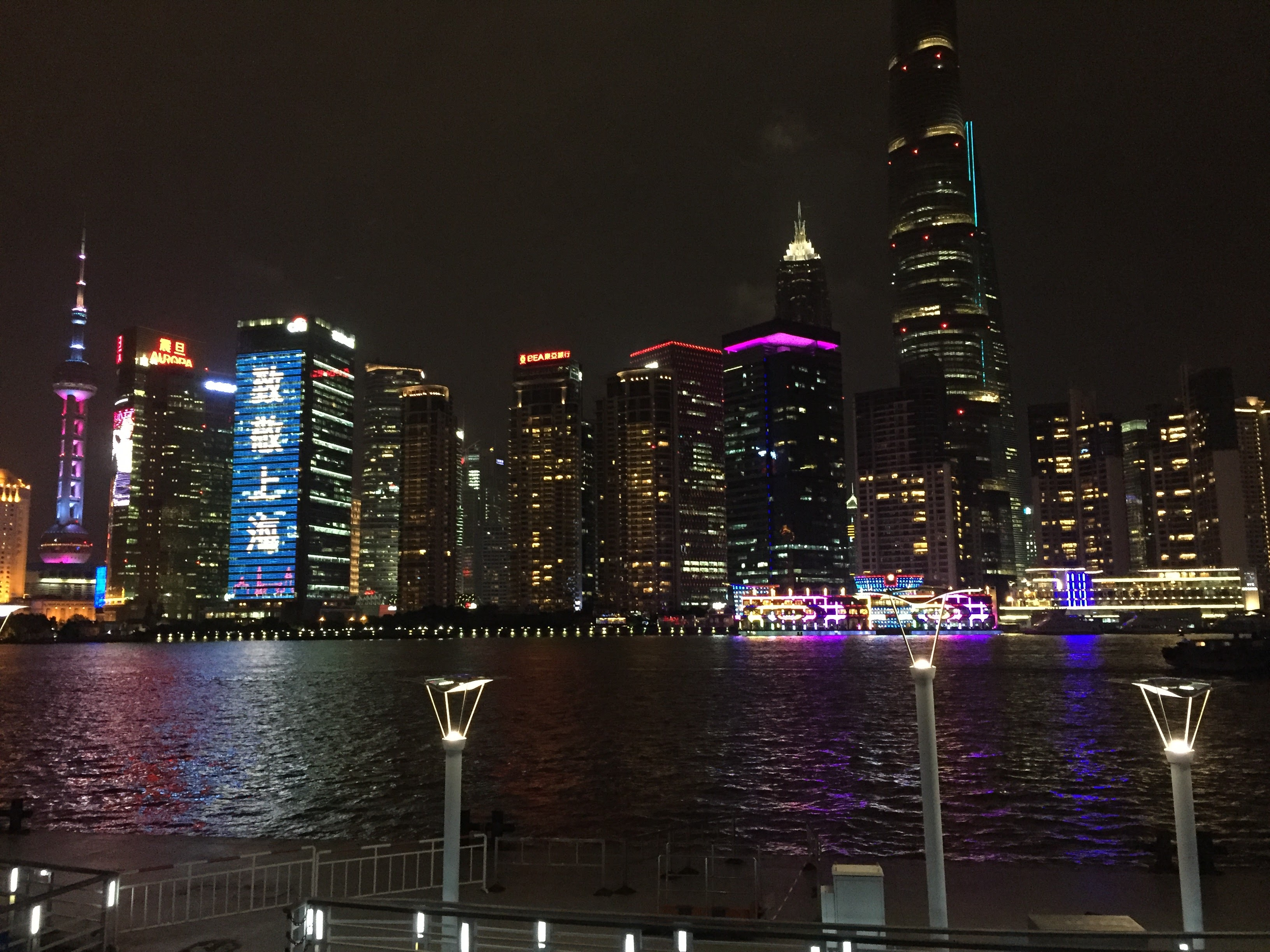
외탄에서 바라본 푸동스카이라인

면적은 약 522.8km2이다. 인구는 대략 150만 명이다. 푸둥은 황푸강 서편의 상하이의 구 시가지 푸시(浦西)와는 구분된다.
푸둥은 매우 큰 행정구역이기 때문에, 향후 여러 개의 행정구역으로 쪼개질 수도 있다.

### 기후
| Pudong (1981−2010 normals, extremes 1981−2010)의 기후 | Pudong (1981−2010 normals, extremes 1981−2010)의 기후 | Pudong (1981−2010 normals, extremes 1981−2010)의 기후 | Pudong (1981−2010 normals, extremes 1981−2010)의 기후 | Pudong (1981−2010 normals, extremes 1981−2010)의 기후 | Pudong (1981−2010 normals, extremes 1981−2010)의 기후 | Pudong (1981−2010 normals, extremes 1981−2010)의 기후 | Pudong (1981−2010 normals, extremes 1981−2010)의 기후 | Pudong (1981−2010 normals, extremes 1981−2010)의 기후 | Pudong (1981−2010 normals, extremes 1981−2010)의 기후 | Pudong (1981−2010 normals, extremes 1981−2010)의 기후 | Pudong (1981−2010 normals, extremes 1981−2010)의 기후 | Pudong (1981−2010 normals, extremes 1981−2010)의 기후 | Pudong (1981−2010 normals, extremes 1981−2010)의 기후 |
| 월                                                    | 1월                                                   | 2월                                                   | 3월                                                   | 4월                                                   | 5월                                                   | 6월                                                   | 7월                                                   | 8월                                                   | 9월                                                   | 10월                                                  | 11월                                                  | 12월                                                  | 연간                                                  |
| ----------------------------------------------------- | ----------------------------------------------------- | ----------------------------------------------------- | ----------------------------------------------------- | ----------------------------------------------------- | ----------------------------------------------------- | ----------------------------------------------------- | ----------------------------------------------------- | ----------------------------------------------------- | ----------------------------------------------------- | ----------------------------------------------------- | ----------------------------------------------------- | ----------------------------------------------------- | ----------------------------------------------------- |
| 역대 최고 기온 °C (°F)                                | 21.5 (70.7)                                           | 26.3 (79.3)                                           | 29.0 (84.2)                                           | 33.6 (92.5)                                           | 33.3 (91.9)                                           | 37.2 (99.0)                                           | 40.0 (104.0)                                          | 40.5 (104.9)                                          | 36.5 (97.7)                                           | 33.2 (91.8)                                           | 29.2 (84.6)                                           | 22.4 (72.3)                                           | 40.5 (104.9)                                          |
| 일평균 최고 기온 °C (°F)                              | 8.7 (47.7)                                            | 10.9 (51.6)                                           | 14.8 (58.6)                                           | 20.3 (68.5)                                           | 25.2 (77.4)                                           | 28.2 (82.8)                                           | 32.7 (90.9)                                           | 32.1 (89.8)                                           | 28.3 (82.9)                                           | 23.7 (74.7)                                           | 17.9 (64.2)                                           | 11.6 (52.9)                                           | 21.2 (70.2)                                           |
| 일일 평균 기온 °C (°F)                                | 4.9 (40.8)                                            | 6.8 (44.2)                                            | 10.4 (50.7)                                           | 15.6 (60.1)                                           | 20.7 (69.3)                                           | 24.3 (75.7)                                           | 28.6 (83.5)                                           | 28.3 (82.9)                                           | 24.9 (76.8)                                           | 19.8 (67.6)                                           | 13.6 (56.5)                                           | 7.7 (45.9)                                            | 17.1 (62.8)                                           |
| 일평균 최저 기온 °C (°F)                              | 1.8 (35.2)                                            | 3.5 (38.3)                                            | 6.8 (44.2)                                            | 11.8 (53.2)                                           | 16.9 (62.4)                                           | 21.2 (70.2)                                           | 25.5 (77.9)                                           | 25.4 (77.7)                                           | 21.9 (71.4)                                           | 16.3 (61.3)                                           | 10.0 (50.0)                                           | 4.4 (39.9)                                            | 13.8 (56.8)                                           |
| 역대 최저 기온 °C (°F)                                | −6.5 (20.3)                                           | −4.4 (24.1)                                           | −2.3 (27.9)                                           | 2.5 (36.5)                                            | 9.1 (48.4)                                            | 14.1 (57.4)                                           | 19.9 (67.8)                                           | 19.5 (67.1)                                           | 13.4 (56.1)                                           | 6.8 (44.2)                                            | 0.6 (33.1)                                            | −4.5 (23.9)                                           | −6.5 (20.3)                                           |
| 평균 강수량 mm (인치)                                 | 62.5 (2.46)                                           | 64.4 (2.54)                                           | 91.3 (3.59)                                           | 78.9 (3.11)                                           | 131.3 (5.17)                                          | 199.0 (7.83)                                          | 164.5 (6.48)                                          | 172.2 (6.78)                                          | 113.7 (4.48)                                          | 64.5 (2.54)                                           | 70.2 (2.76)                                           | 51.3 (2.02)                                           | 1,263.8 (49.76)                                       |
| 평균 상대 습도 (%)                                    | 73                                                    | 74                                                    | 73                                                    | 72                                                    | 74                                                    | 81                                                    | 78                                                    | 79                                                    | 76                                                    | 73                                                    | 74                                                    | 71                                                    | 75                                                    |
| 출처: China Meteorological Data Service Center        |                                                       |                                                       |                                                       |                                                       |                                                       |                                                       |                                                       |                                                       |                                                       |                                                       |                                                       |                                                       |                                                       |

## 행정
행정상으로, 상하이 직할시의 시할구(市轄區)는 지급시와 같은 급이다. 하지만 푸둥의 행정청은 지급시보다 반 단계 높은 급인 부성급시의 행정청과 같은 대우를 받고 있다. 푸둥의 크기를 고려한 결과이며, 또한 중국 경제의 금융 허브 역할을 하는 푸둥의 중요성을 고려한 조치이다.

### 행정 구역
13개 가도, 24개 진을 관할한다.
- 가도：[陆家嘴街道] [潍坊新村街道] [塘桥街道] [洋泾街道] [花木街道] [金杨新村街道] [沪东新村街道] [浦兴路街道] [上钢新村街道] [南码头路街道] [周家渡街道] [东明路街道] [申港街道]

- 진：[川沙新镇] [金桥镇] [曹路镇] [张江镇] [合庆镇] [唐镇] [高桥镇] [高东镇] [高行镇] [三林镇] [北蔡镇] [康桥镇] [周浦镇] [航头镇] [新场镇] [宣桥镇] [祝桥镇] [惠南镇] [老港镇] [万祥镇] [大团镇] [泥城镇] [书院镇] [芦潮港镇]

## 경제

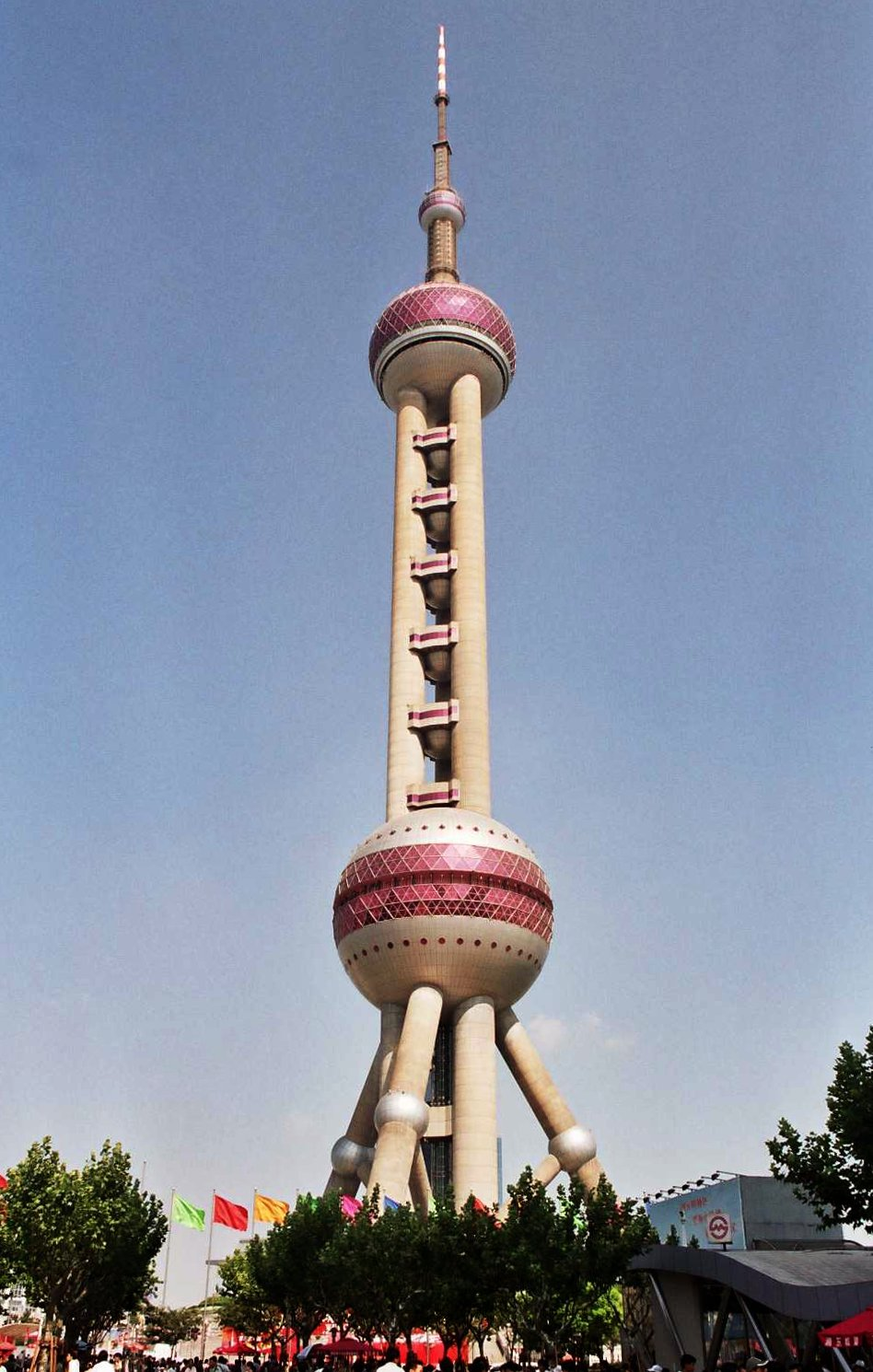
동방명주탑

1990년대까지는 푸둥 지역은 논밭이었다. 중국 정부는 1990년대 들어 이 지역을 경제특구로 지정했다. 특히 푸둥 신구의 서쪽 끝은 루자쭈이 금융무역구라고 불리는 특별한 곳이 되었다. 1990년대 들어, 지역 홍보 및 이미지 제고 차원에서, 루자쭈이 등지에는 랜드마크 역할을 하는 건물들이 많이 들어섰다. 동방명주탑 및 진마오 타워 등이 그 예이다.
2005년 푸둥의 국내 총생산(GDP)는 2108억 8천만 위안(2550억 미국 달러)에 달했다.

## 교육
푸둥신구에는 다음과 같은 저명한 고등 교육 기관이 위치한다.
- 중궈메이슈쉬에위엔(중국어: 中国美术学院 중국미술학원[*], 단과대학, 장강 캠퍼스),
- 푸단따쉬에(중국어: 复旦大学 복단대학[*], 장강 캠퍼스)
- 시안쟈오통따쉬에(중국어: 西安交通大学 서안교통대학[*], 상하이 연구원)
- 베이징 대학(北京大学, 상하이 캠퍼스)

(보통, 중국어: 张江高科技园区 장강고기과원구[*], 장강 하이-테크 파크에 위치한다.) 이외에도
- 중국어: 上海海事大学 상해해사대학교[*]
- 중국어: 上海中医药大学 상해중의약대학[*]
- 중국어: 上海第二工业大学 상해제이공업대학[*]
- 중국어: 上海金融学院等院校 상해금융학원[*]

등 대학/단과 대학 뿐만 아니라 최근 설립된 학교도 위치한다.
- 중국어: 欧国际工商学院 구국제공상학원[*]
- 중국어: 上海杉达学院 상해삼체학원[*]
- 중국어: 上海建桥学院 상해건교학원[*]

## 교통
상하이 푸둥 국제공항은 1997년 10월 전면적으로 착공되었고, 1999년 9월 완공되었다. 같은 해 상하이 지하철 2호선이 푸시(浦西)와 푸둥(浦東)을 연결하였다. 상하이 푸둥 국제공항과 롱양루 역 사이에서 운행하는 상하이 지하철 2호선은 세계 최초의 상용(commercial) 자기 부상 열차(Maglev) 노선이다.
푸둥은 푸시와 여러 개의 터널 및 4개의 대교로 연결된다. 이 중 오래된 것은 난푸대교 (1991), 양푸대교 (1993)이다. 수푸대교는 1996년에 완공되었다. 마지막 하나는 루푸대교인데, 2002년 완공된, 세계에서 가장 긴 아치 교량이다. 루자쭈이와 푸시(浦西)를 잇는 두 개의 터널이 새로 건설 중이다.

## 사진

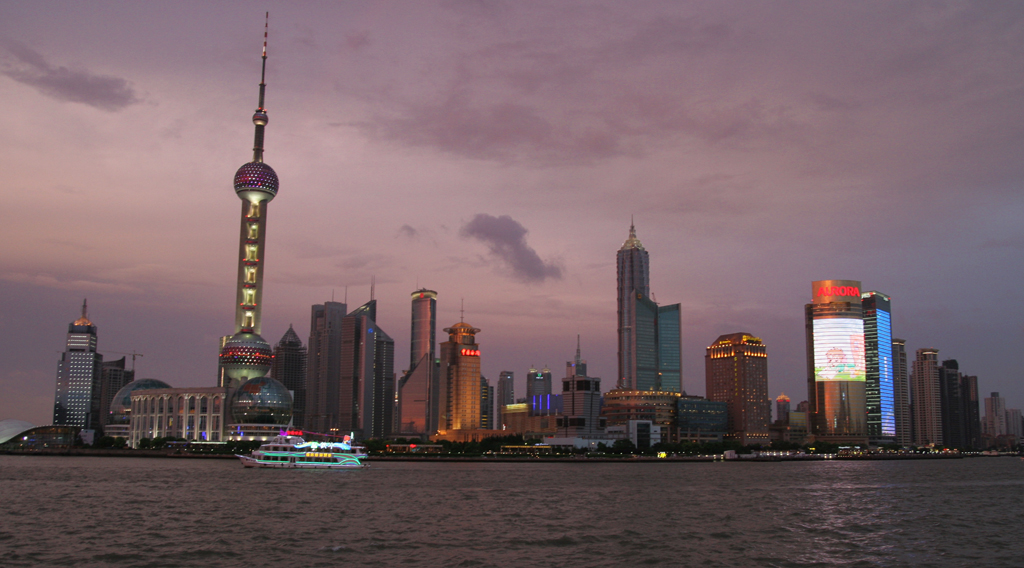
상하이 푸둥의 스카이라인.
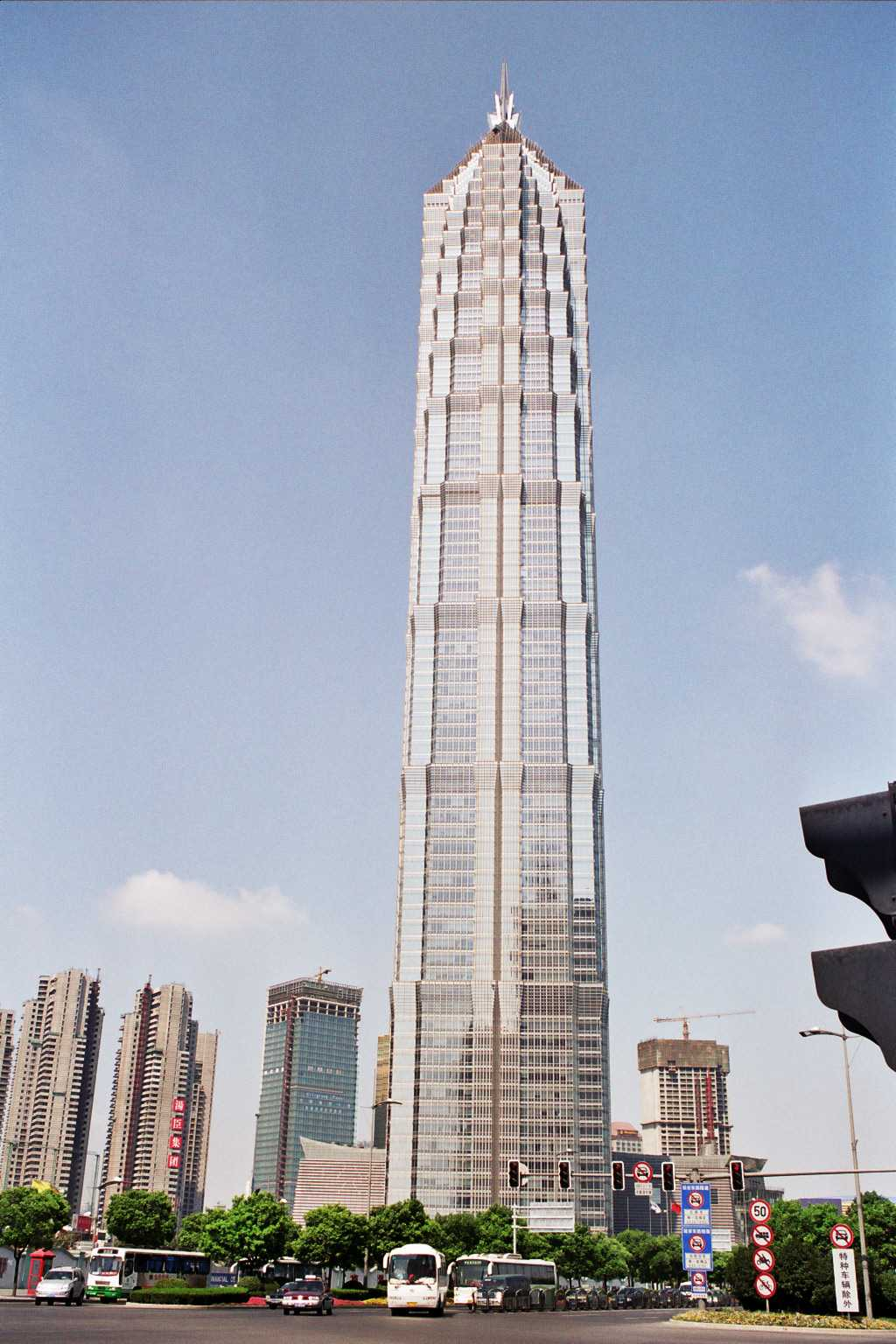
진마오 타워.
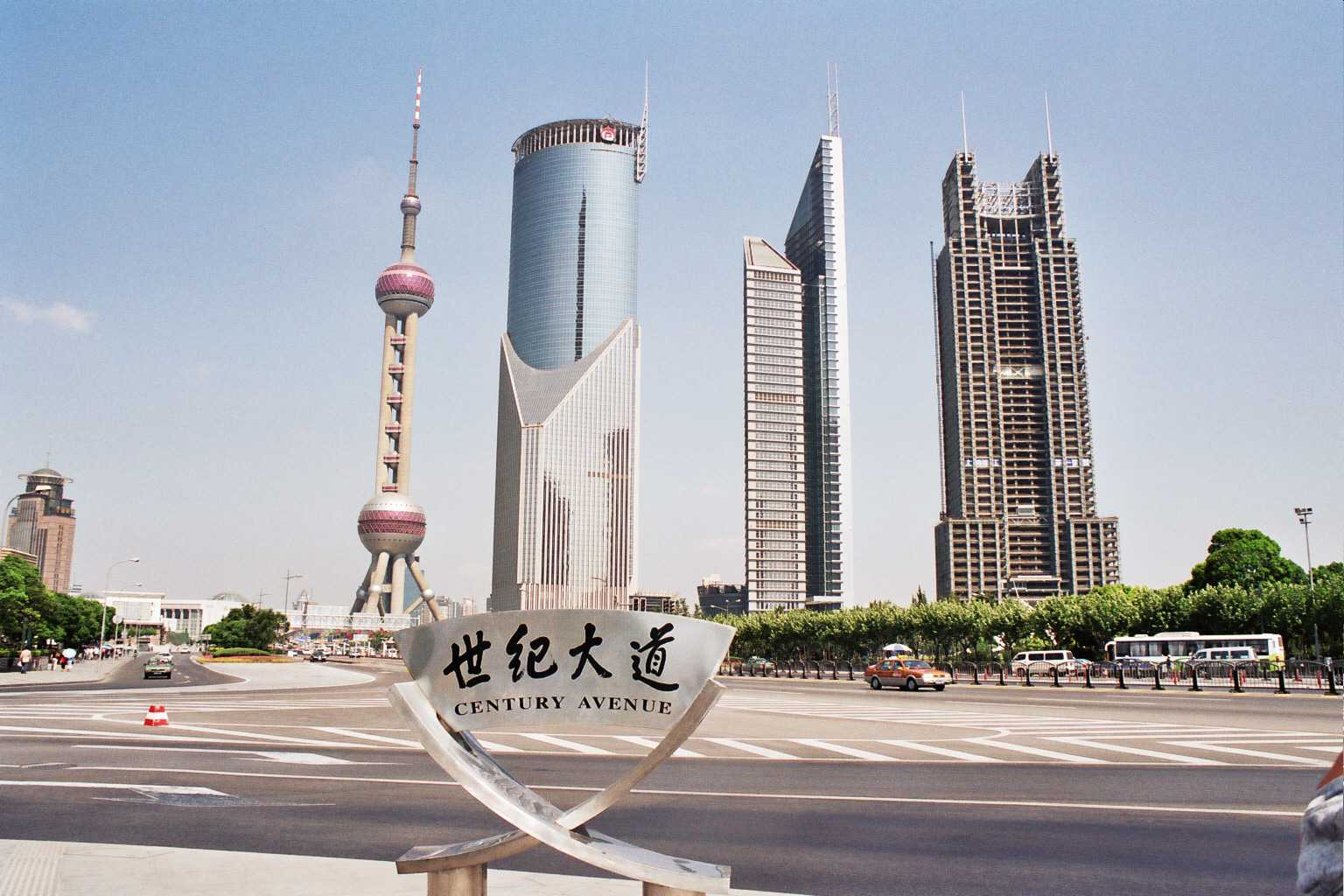
센츄리 가에서 바라본 고층건물들.
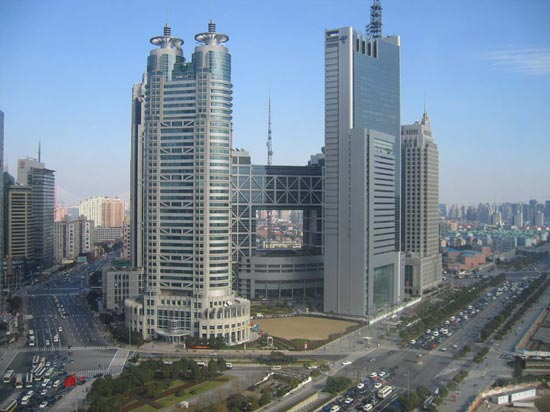
루자쭈이 금융무역구
루자쭈이의 스카이라인
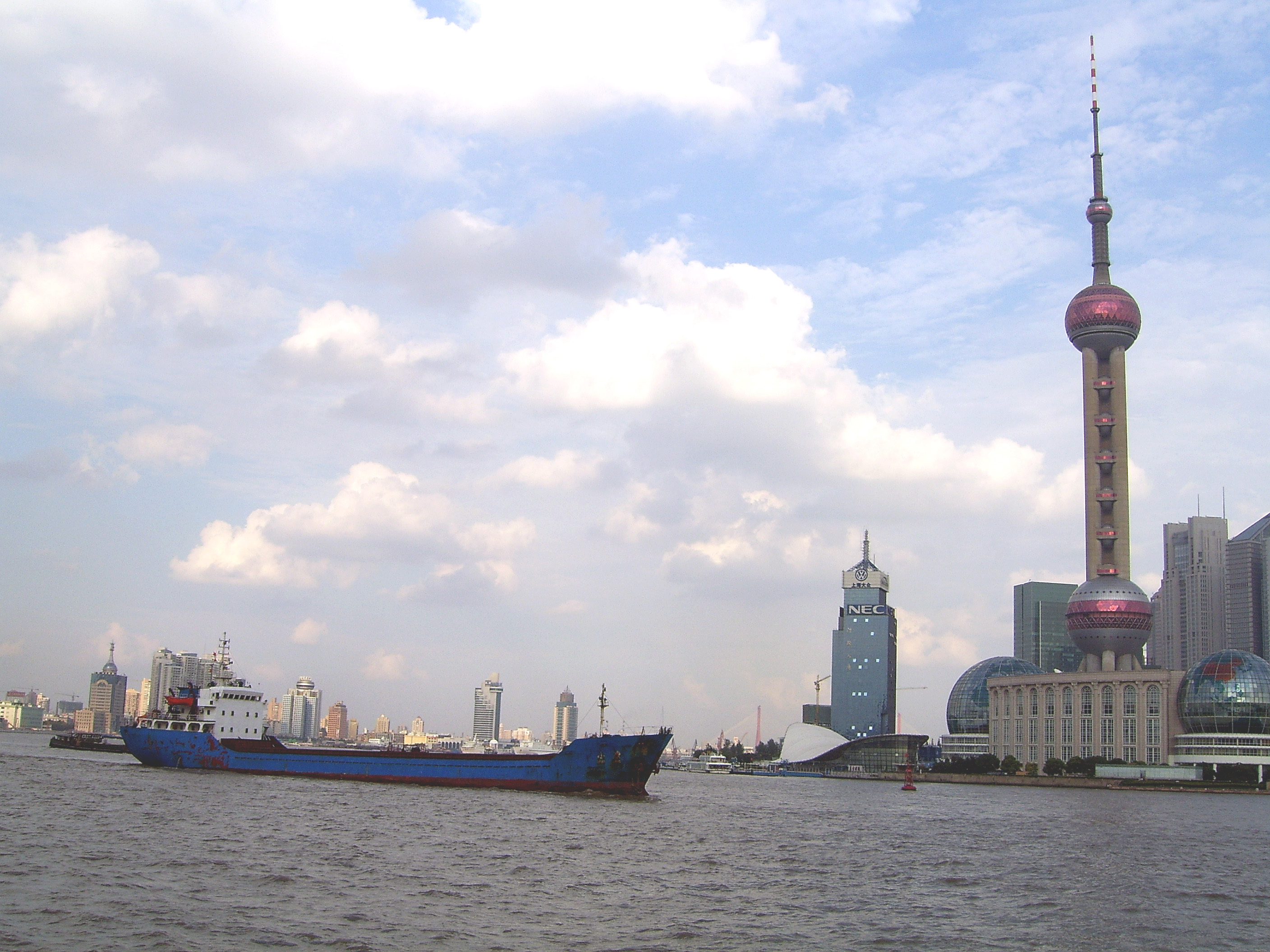
황푸강에서 바라본 푸둥
- 야경(비디오)
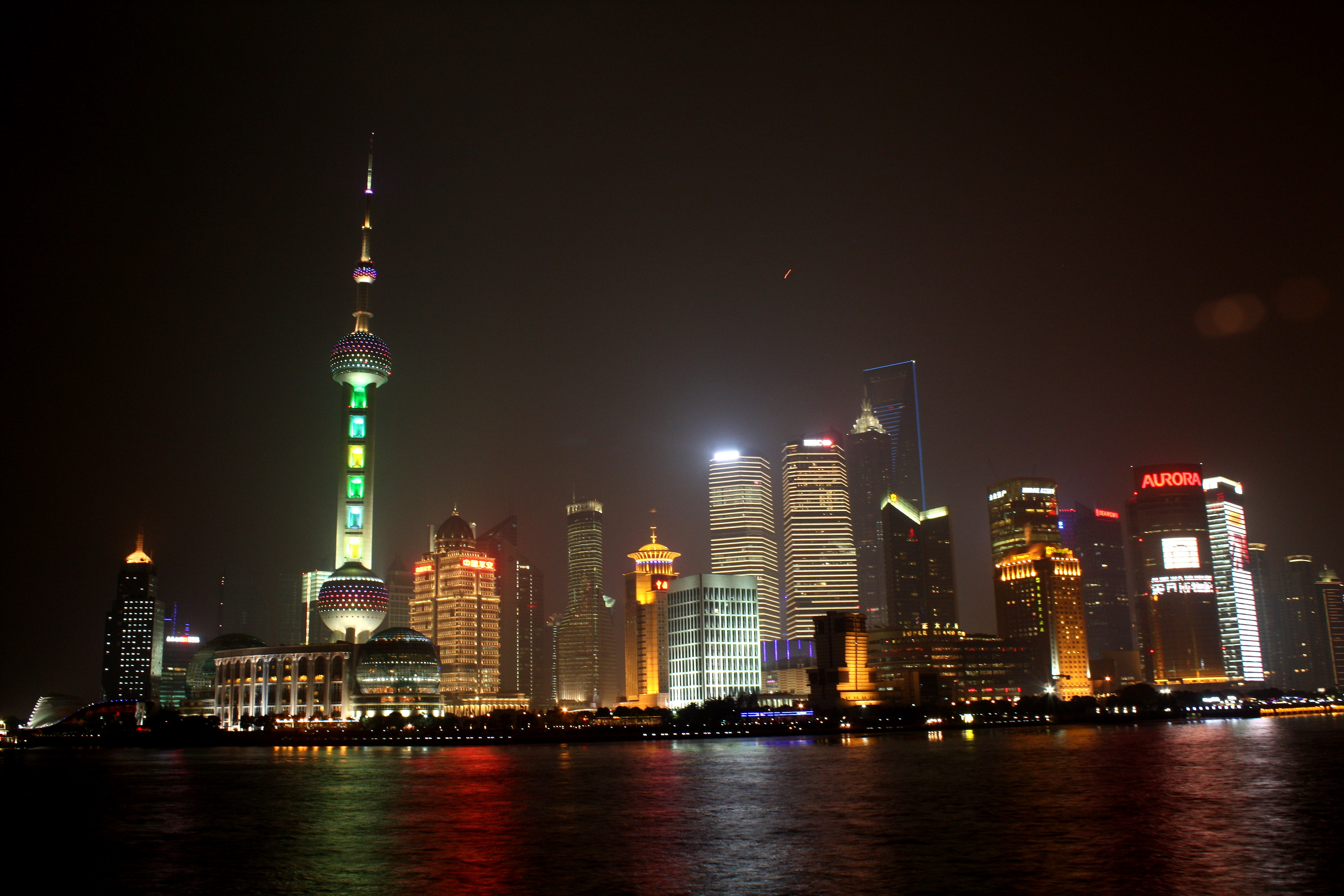
둥팡밍주 타워에서 바라본 푸둥.
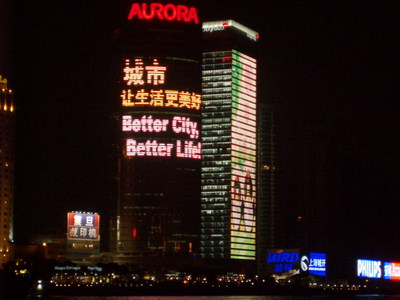
황푸강 야경. "Better City, Better Life"는 엑스포 2010의 구호이다.
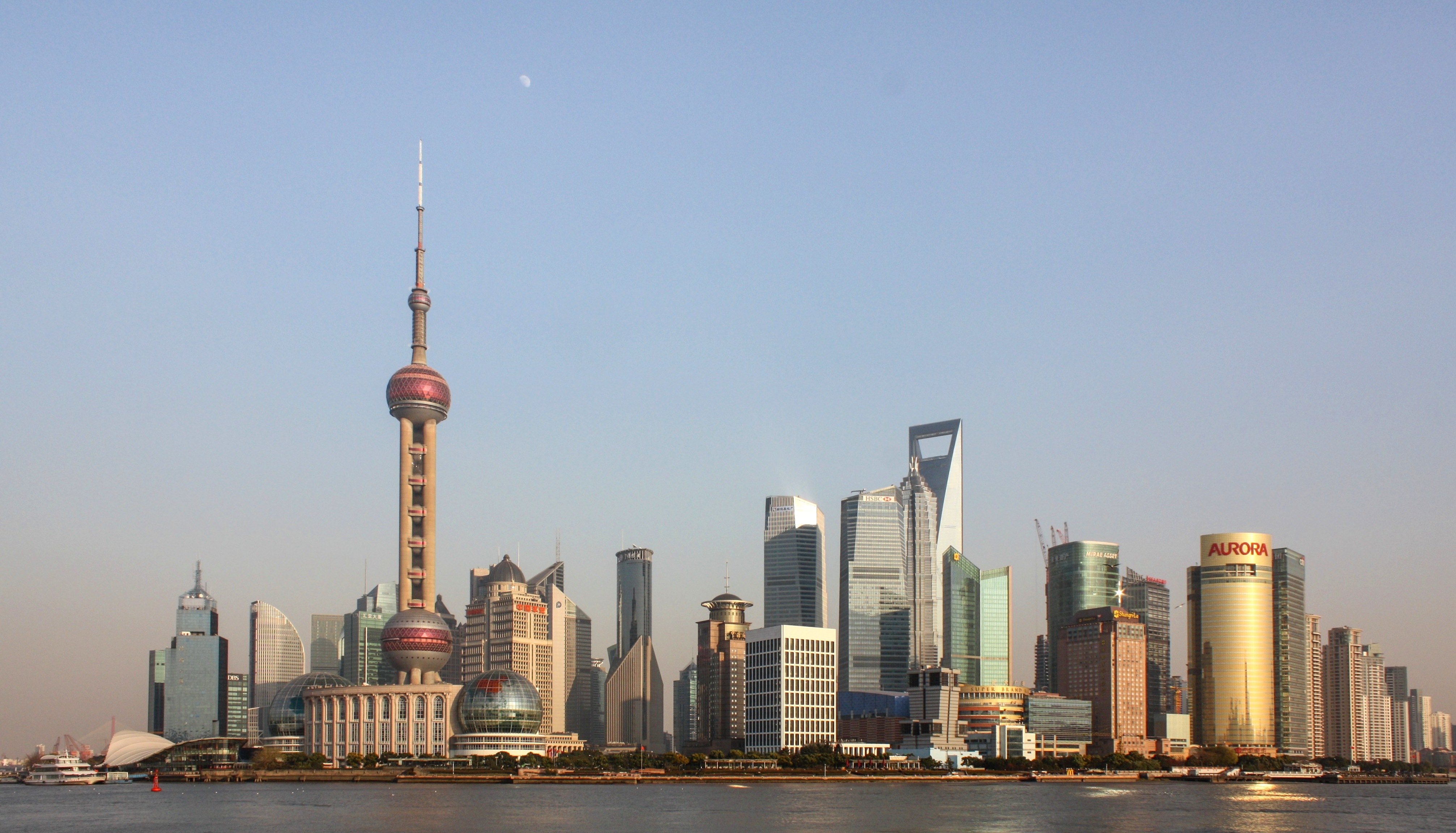
푸둥 전경.
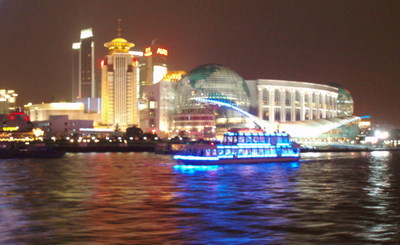
황푸강 크루즈에서 바라본 푸둥.
난후이 구를 병합(2009년)하기 전의 푸둥 구

## 같이 보기
- 파이낸셜 디스트릭트 (맨해튼) - 세계 최대 금융가
- 시티오브런던 - 영국 최대 금융가